# Дохтуров, Дмитрий Петрович
Дмитрий Петрович Дохтуров (1838—1905) — генерал от кавалерии, участник кавказской, сербско-турецкой (1876—1877) и русско-турецкой (1877—1878) войн. Член Военного совета.

## Биография
Сын отставного штабс-ротмистра Петра Дмитриевича Дохтурова, внук русского военачальника героя Отечественной войны 1812 года Дмитрия Сергеевича Дохтурова.
Воспитывался в Пажеском корпусе. В 1855 году из камер-пажей произведён в корнеты Кавалергардского полка. В 1857 году поступил в Николаевскую академию Генерального штаба, курс которой окончил по 1-му разряду в 1859 году; в этом же году, 23 апреля произведён в поручики; 12 января 1861 года был переведён штабс-капитаном в Генеральный штаб, а 28 ноября произведён в капитаны. В 1860—1862 годах принимал участие в военных действиях на Кавказе, был ранен. За отличие награждён орденом Св. Станислава 3-й степени с мечами и бантом.
В 1863 году Дохтуров опять перешёл в гвардию и 8 февраля был переименован в штабс-ротмистры, а 17 апреля произведён в ротмистры; в этом же году награждён орденом Св. Владимира 4-й степени с мечами и бантом; 13 сентября с переименованием в подполковники был назначен состоять для особых поручении при командующем Виленского военного округа.
С 3 по 16 июля 1865 года был начальником штаба 5-й кавалерийской дивизии, а затем 7 кавалерийской дивизии. С 28 ноября того же года состоял для особых поручении при командующем войсками Варшавского военного округа, а 27 марта 1866 года произведён в полковники. 11 мая 1867 года переведён в распоряжение наказного атамана Донского казачьего войска. 
В 1868 году Дохтуров награждён орденом Св. Станислава 2-й степени с императорской короной и мечами; с 16 апреля он назначен состоять в распоряжении командующего войсками Виленского военного округа, а 26 апреля назначен управляющим канцелярией для водворения русских землевладельцев в северо-западном крае. 
Был назначен 21 августа 1870 года командиром 13-го уланского Владимирского полка. В 1871 году награждён орденом Св. Анны 2-й степени и в 1874 году орденом Св. Владимира 3-й степени; 14 октября 1875 года назначен состоять в распоряжении командующего войсками Виленского военного округа.
13 августа 1876 года вышел в отставку и добровольцем отправился на Балканы для участия в сербско-турецкой войне. Состоял в должности начальника штаба.
Ввиду приготовлении к войне с Турцией 15 ноября 1876 года вернулся на русскую службу. За отличие в войну с турками Дохтуров 14 сентября награждён золотым оружием с надписью «За храбрость» и произведён в генерал-майоры, с назначением сначала командиром 1-й бригады 35-й пехотной дивизии, а с 25 сентября 2-й бригады 33-й пехотной дивизии. 21 апреля 1878 года он переведён на ту же должность во 2-ю бригаду 16-й пехотной дивизии. В 1879 году награждён орденом Св. Станислава 1-й степени с мечами. 18 апреля 1880 года назначен командиром 2-й бригады 2-й Гвардейской кавалерийской дивизии; в 1882 году награждён орденом Св. Анны 1-й степени, а 20 ноября 1884 года назначен командующим этой дивизией.
В 1885 году награждён орденом Св. Владимира 2-й степени и 16 июня 1886 года назначен состоять в распоряжении военного министра, а 14 августа назначен командующим 12-й пехотной дивизией. С производством в генерал-лейтенанты 30 августа 1886 года Дохтуров утверждён в должности. В 1890 году награждён орденом Белого орла. 18 сентября 1892 года назначен начальником 13-й пехотной дивизии. Состоял по армейской пехоте и числился в списках Генерального штаба. В 1894 году назначен командиром армейского корпуса, в 1898 г. произведён в генералы от кавалерии, в 1900 г. назначен помощником командующего войсками Одесского военного округа, в 1901 г. — членом Военного совета.
Во время русско-японской войны Дохтуров получил назначение состоять в распоряжении командующего 2-й Манчжурской армией и ему предполагалось вверить 3-ю Манчжурскую армию, но 12 (25) марта 1905 года он скончался. Похоронен в Санкт-Петербурге на Новодевичьем кладбище.

## Военные чины
- Корнет
- Поручик (23.04.1859)
- Штабс-капитан (12.01.1861)
- Капитан (28.11.1861)
- Штабс-ротмистр гвардии (08.02.1863)
- Ротмистр (17.04.1863)
- Подполковник (13.09.1864)
- Полковник (27.03.1866)
- Генерал-майор (14.09.1877)
- Генерал-лейтенант (30.08.1886)
- Генерал от кавалерии (06.12.1898)

## Награды
российские
- орден Св. Станислава 3-й ст. с мечами и бантом (1861);
- орден Св. Владимира 4-й ст. с мечами и бантом (1863);
- орден Св. Станислава 2-й ст. с императорской короной и мечами (1868);
- орден Св. Анны 2-й ст. (1871);
- орден Св. Владимира 3-й ст. (1874);
- золотая сабля «За храбрость» (1877);
- орден Св. Станислава 1-й ст. с мечами (1879);
- орден Св. Анны 1-й ст. (1882);
- орден Св. Владимира 2-й ст. (1885);
- Монаршее благоволение (1890);
- орден Белого орла (1890);
- орден Св. Александра Невского (1896) с бриллиантовыми знаками (1901);

иностранные
- золотая медаль «За отличие» (Румыния, 1877);
- орден Таковского креста (Сербия, 1880);
- медаль «За храбрость» (Сербия, 1880);
- орден Таковского креста 1-й ст. (Сербия, 1892);
- орден Восходящей звезды 1-й ст. (Бухара, 1893).